# Spika
Spika je najsvetlejši objekt v ozvezdju Device in ena od 20 najsvetlejših zvezd na nočnem nebu. Ima Bayerjevo oznako α Virginis, kar je latinizirano v Alfa Virginis in okrajšano v Alfa Vir ali α Vir. Analiza njene paralakse kažejo, da leži 250 ± 10 svetlobnih let od Sonca. Je spektroskopična binarna zvezda in rotirajoča elipsoidalna spremenljivka, sistem, katerega dve zvezdi sta tako blizu, da ta jajčaste in ne sferične oblike ter ju lahko loči le njun elektromagnetni spekter. Primarna zvezda je modra orjakinja in variabilna zvezda tipa beta kefej.
Spika skupaj z Arkturjem in Denebolo — ali Regulom, odvisno od vira — sestavlja asterizem spomladanski trikotnik in je skupaj z zvezdo Cor Caroli del Velikega diamanta.

## Zgodovina opazovanj
Kot en najbližjih masivnih zvezdnih sistemov Soncu je bila Spika predmet številnih mednarodnih raziskav.
Spika naj bi Hiparhu zagotovila podatke na podlagi katerih je odkril precesijo enakonočij. Tempelj Menatu (zgodnji Hator) v Tebah je bil, ko je bil zgrajen 3200 pr. n. št., orientiran glede na Spiko in precesija je počasi, ampak opazno spremenila lego Spike glede na tempelj. Nikolaj Kopernik je opravil veliko opazovanj Spike s svojim doma narejenim triketrom za svoje raziskave precesije.